# Spotkanie nad Łabą

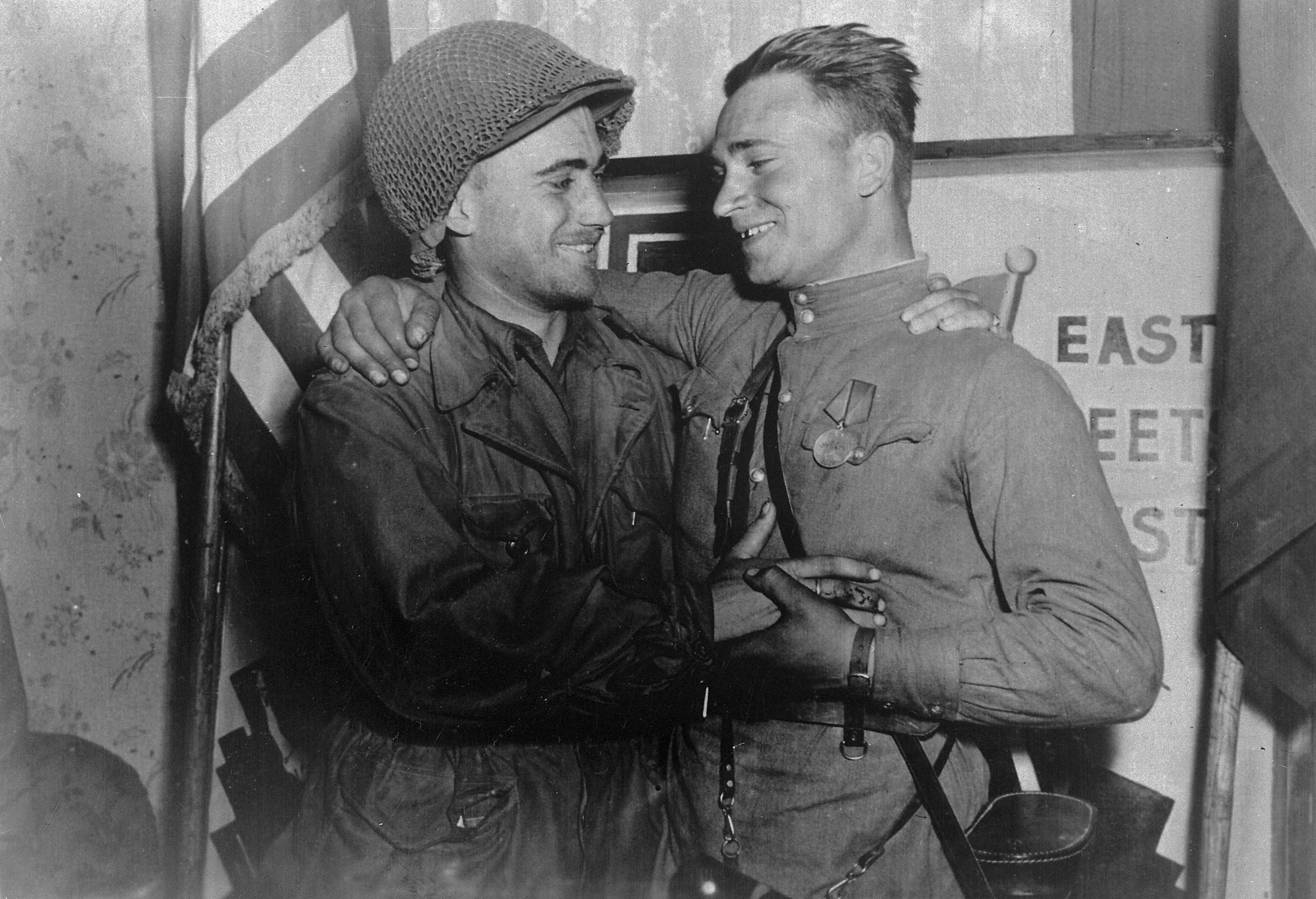
Zaaranżowane zdjęcie z 27 kwietnia 1945. Po lewej William Robertson (podporucznik armii amerykańskiej), po prawej Aleksander Sylwaszko (porucznik Armii Czerwonej). W tle znajdują się flagi amerykańska i radziecka oraz napis East meets West (pol: Wschód spotyka Zachód)

Spotkanie nad Łabą (ros. Встреча на Эльбе) lub Dzień Łaby (ang. Elbe Day) – pierwsze spotkanie, do którego doszło 25 kwietnia 1945 roku podczas II wojny światowej, pomiędzy wojskami amerykańskimi oraz radzieckimi w okolicach niemieckiego miasta Torgau nad rzeką Łaba. W rezultacie spotkania wojsk alianckich, resztki sił Wehrmachtu zostały rozbite na dwie części – północną i południową.

## Historia
W wyniku operacji łużyckiej wojska 1 Frontu Ukraińskiego podeszły nad Łabę. Wojska amerykańskie dzięki inwazji w zachodnich Niemczech dotarły pod okolice miasta Torgau. W ostatnim tygodniu kwietnia Amerykanie zdawali sobie sprawę, że Sowieci są blisko, a dziesiątki patroli amerykańskich sondowało za wschodnim brzegiem Muldy, mając nadzieję na spotkanie. Ostatecznie dokonały tego oddziały 69 Dywizji Piechoty V Korpusu 1 Armii. 25 kwietnia o godzinie 11:30 mały patrol z 69 Dywizji Piechoty spotkał samotnego radzieckiego kawalerzystę z 5 Gwardyjskiej Armii we wsi Leckwitz .
26 kwietnia dowódca dywizji, gen. Emil F. Reinhardt, spotkał się z płk. Władimirem Rusakowem z radzieckiej 58 Dywizji Strzeleckiej Gwardii w Torgau na pierwszej oficjalnej ceremonii połączenia wojsk alianckich. Następnego dnia, 27 kwietnia, wykonano zaaranżowane zdjęcie upamiętniające spotkanie obu wojsk.

## Upamiętnienie

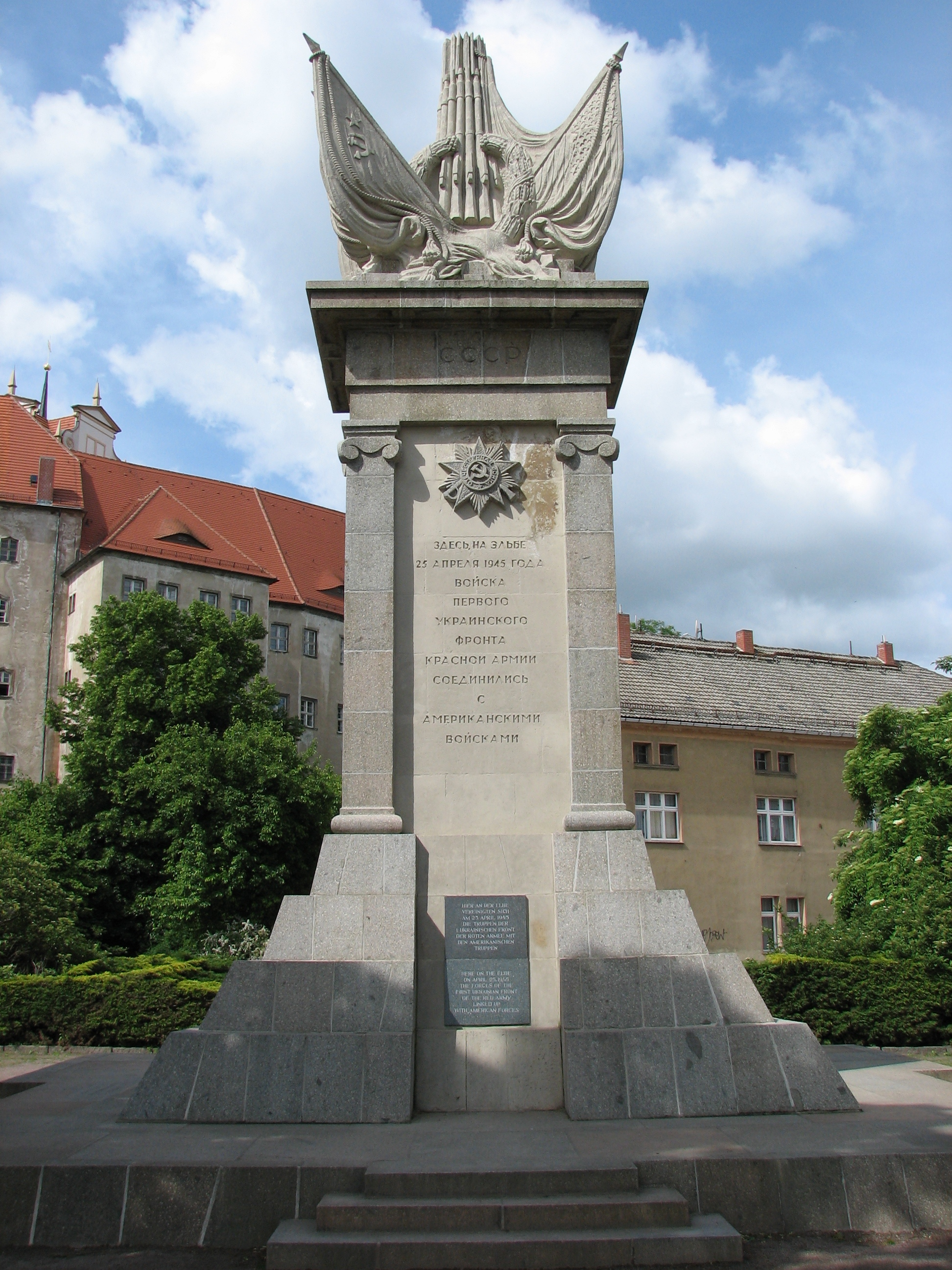
Pomnik upamiętniający wydarzenie, Torgau, Niemcy
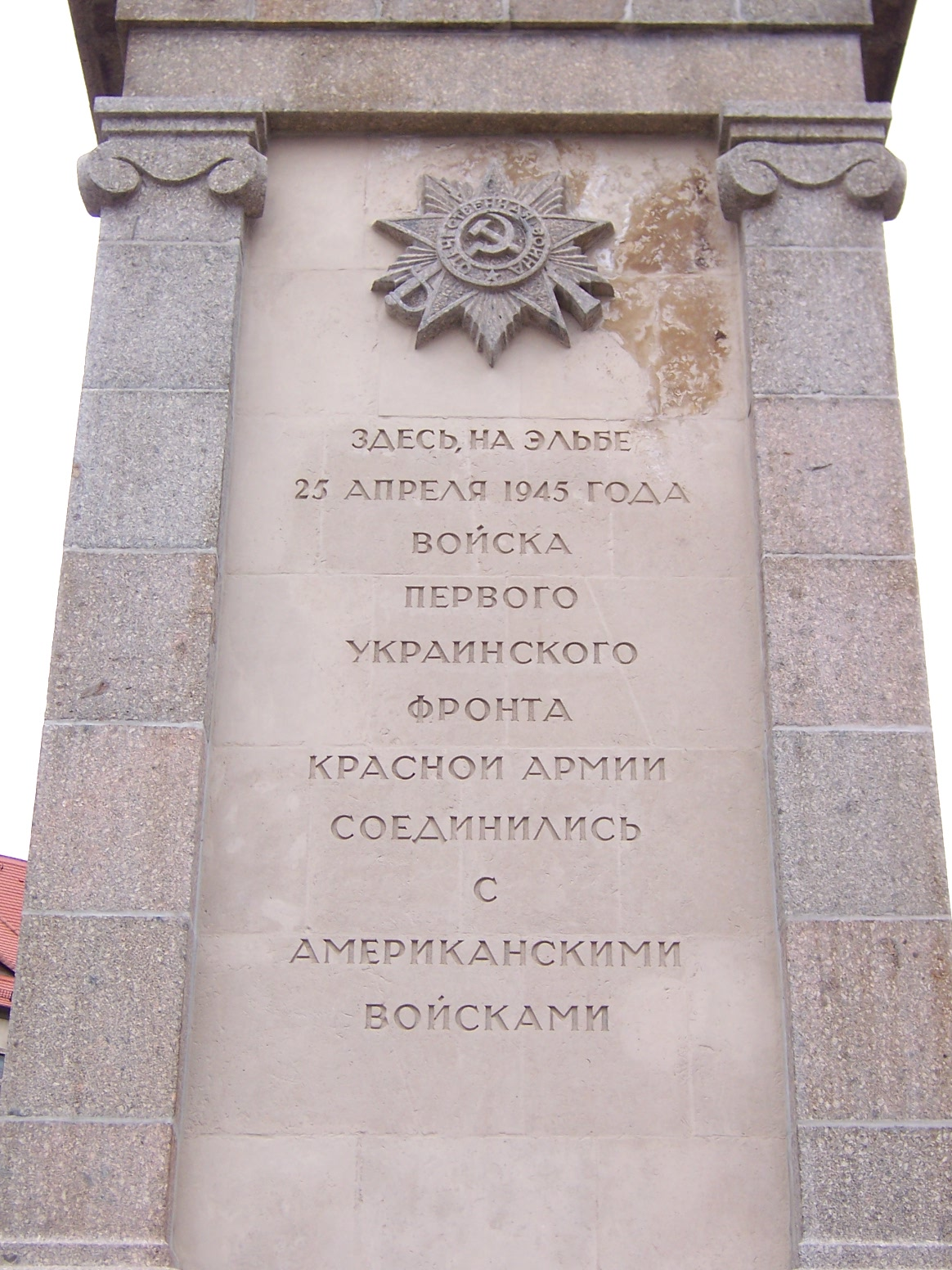
Rosyjski napis na pomniku w Torgau
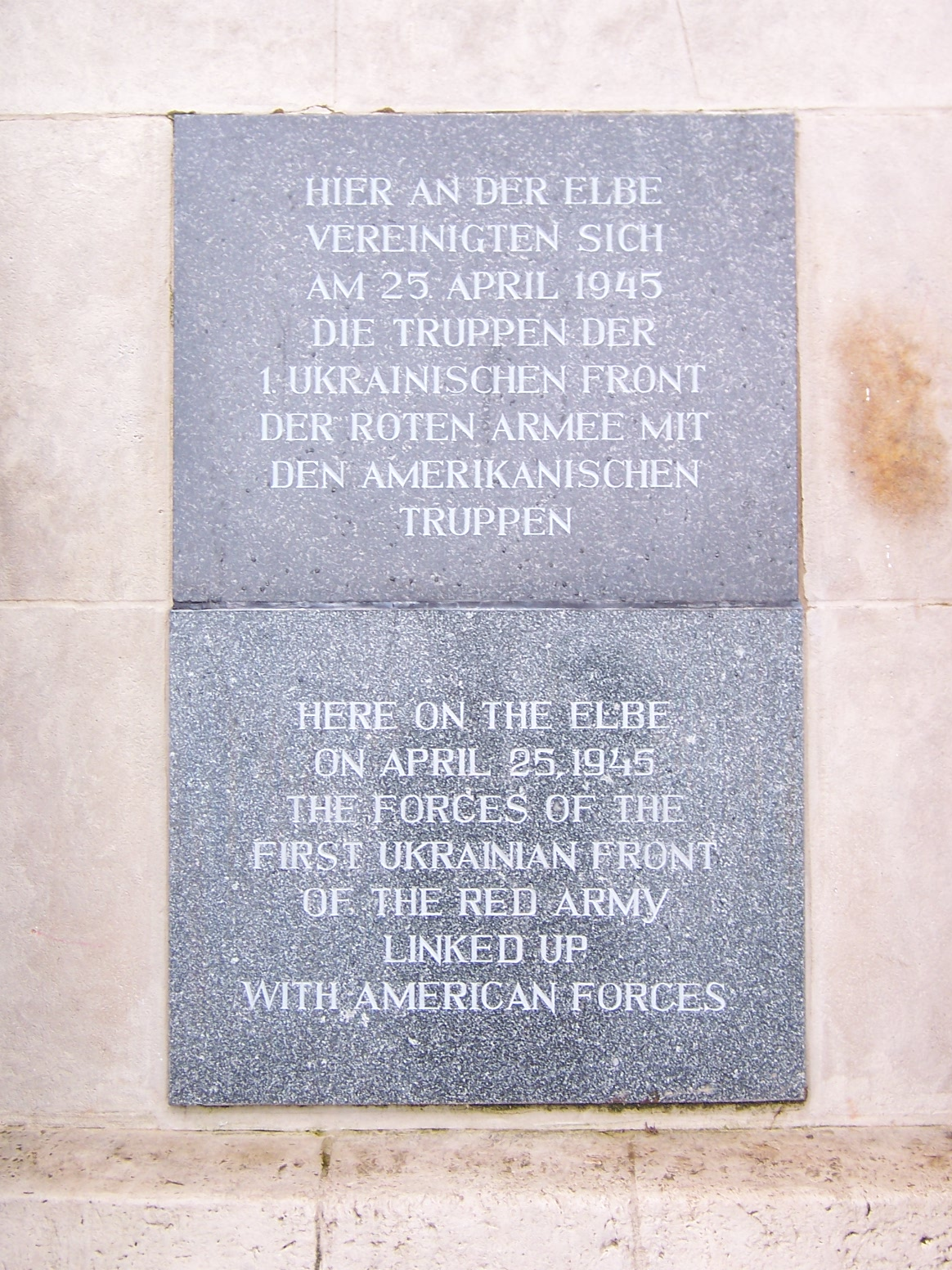
Niemieckie oraz angielskie napisy na pomniku w Torgau
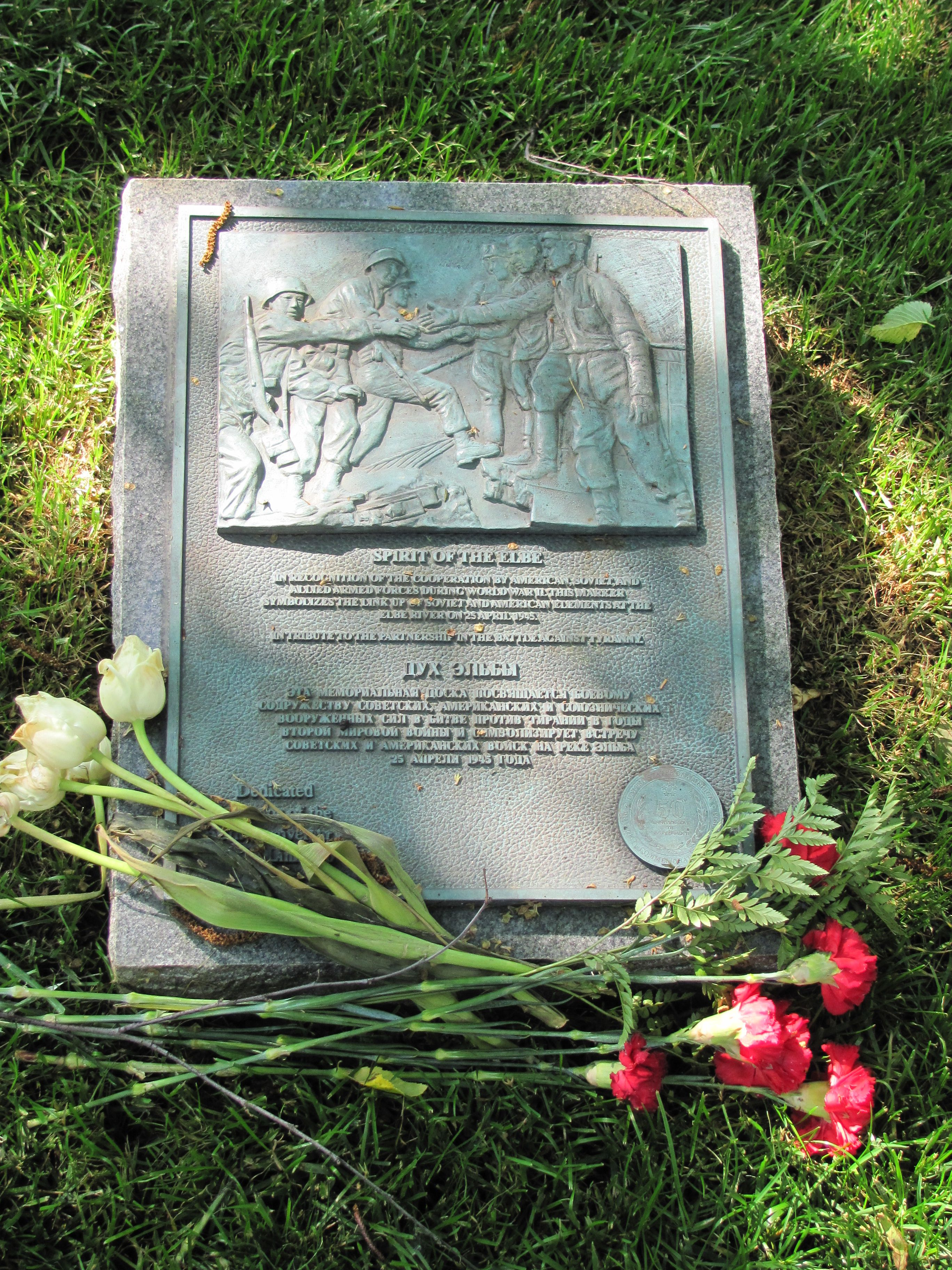
Tablica pamiątkowa „Duch Elby”, Cmentarz Narodowy w Arlington
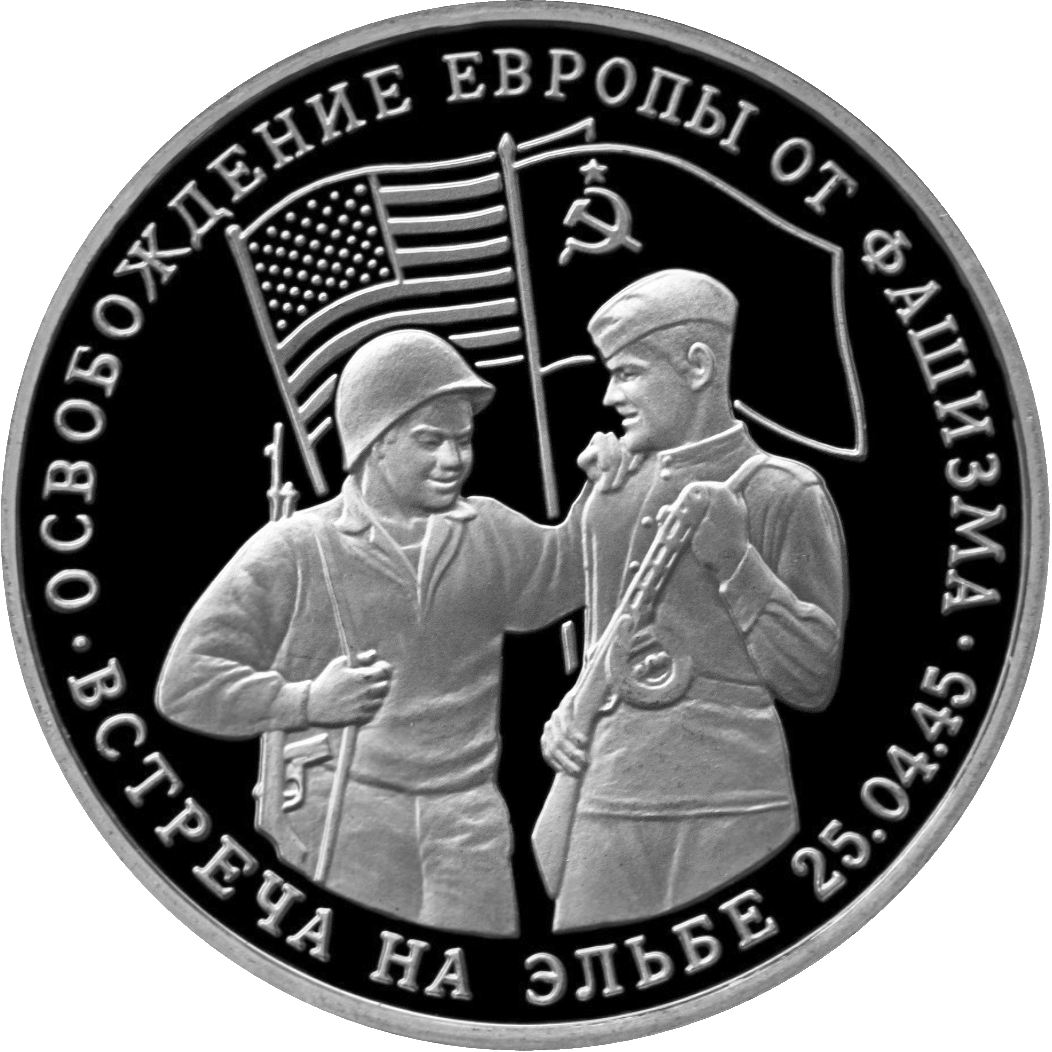
Rosyjska moneta okolicznościowa, 1995

W 1995 roku Federacja Rosyjska wybiła monetę okolicznościową o wartości 3 rubli z okazji 50. rocznicy Dnia Łaby.
W 75. rocznicę wydarzenia prezydent Rosji Władimir Putin oraz prezydent Stanów Zjednoczonych Donald Trump wydali wspólne oświadczenie wspominające wydarzenie 25 kwietnia 1945 roku.

## W kulturze
W nawiązaniu do wydarzenia nakręcono m.in. film Spotkanie nad Łabą.